# Zingiber wightianum
Zingiber wightianum là một loài thực vật có hoa trong họ Gừng. Loài này được George Henry Kendrick Thwaites miêu tả khoa học đầu tiên năm 1861.Gc

## Mẫu định danh
George Henry Kendrick mô tả Z. wightianum dựa theo 2 mẫu sau: 
- Hình vẽ tại tab 2004 trong Icones plantarum Indiae Orientalis của Robert Wight (1853).[1][3]
- CP 2286.[1][4] Gồm 4 mẫu lưu giữ tại Vườn Thực vật Hoàng gia tại Kew (K), với barcode tương ứng là K000815668, K000815669, K000815670, K000815671. Lưu ý rằng mẫu K000815671 với cụm hoa đầu cành, một đặc điểm của tổ Dymczewiczia chứ không phải của tổ Cryptanthium nên có lẽ không thuộc về Z. wightianum.[5][6]

## Phân bố
Loài này có tại miền nam Ấn Độ (Travancore, nay thuộc các bang Kerala, Tamil Nadu), Sri Lanka. Môi trường sống là rừng, ở cao độ tới 1.300 m.

## Phân loại
Z. wightianum thuộc về tổ Cryptanthium.

## Mô tả
Cây cao 45–180 cm. Cuống lá ngắn, tới 4 mm. Lá thuôn dài hình mác hoặc hình mác, đỉnh thon nhỏ dần-nhọn thon, đáy nhọn, dài 15-30(-45) cm, rộng 6,5–10 cm, dạng màng, mặt trên nhẵn nhụi, mặt dưới có lông nhung; bẹ cho tới đỉnh rải rác các mấu nhỏ, không có mấu lớn hình nón ở đỉnh; lưỡi bẹ 2 thùy, các thùy dài 2–5 mm, dạng màng, thuôn tròn, cắt cụt, có lông. Cụm hoa thuôn dài hình elipxoit hoặc gần hình cầu; cuống cụm hoa rất ngắn, dài ~5 cm. Lá bắc màu xanh lục, có lông tơ; lá bắc ngoài hình trứng, dài 3,8 cm; lá bắc trong hình mác, dài 3 cm. Hoa màu đất son tới đỏ. Đài hoa 2 phần sâu, có lông tơ. Ống tràng dài như lá bắc, có lông tơ. Các thùy tràng hoa dài gần bằng nhau, dài 2-2,5 cm, hình mác nhọn thon, từ vàng nhạt màu tới đỏ. Cánh môi ngắn, hình trứng ngược-hình nêm, dài 2-2,5 cm, màu vàng nhạt tới vàng tới đỏ, đốm và gân màu tía, 3 thùy; thùy giữa lớn, hình trứng, tù, chẻ đôi, khía răng cưa; các thùy bên dạng tai, hình mác tới hình trứng, ngắn, nhọn, nhỏ. Nhị ngắn hơn cánh môi, cong phía trên nó. Quả nang hình elipxoit, dài 2,3-2,5 cm, vỏ màu đỏ tươi, bên trong màu đỏ. Hạt màu đen, áo hạt trắng.